# Ran Urabe
Ran Urabe (japanisch 卜部蘭 Urabe Ran; * 16. Juni 1995 in Tokio) ist eine japanische Leichtathletin, die sich auf den Mittelstreckenlauf spezialisiert hat.

## Sportliche Laufbahn
Erste Erfahrungen bei internationalen Meisterschaften sammelte Ran Urabe im Jahr 2019, als sie bei den Asienmeisterschaften in Doha in 4:17,90 min den vierten Platz im 1500-Meter-Lauf belegte. 2021 qualifizierte sie sich über die Weltrangliste für 1500 m für die Olympischen Sommerspiele in Tokio und schied dort mit 4:07,90 min in der ersten Runde aus. Im Jahr darauf startete sie bei den Weltmeisterschaften in Eugene und kam dort mit 4:14,82 min nicht über den Vorlauf hinaus. 2023 gelangte sie bei den Hallenasienmeisterschaften in Astana mit 4:21,54 min auf Rang vier über 1500 Meter.
In den Jahren 2019 und 2021 wurde Urabe japanische Meisterin im 800-Meter-Lauf sowie 2019 auch über 1500 m.

## Persönliche Bestleistungen
- 800 Meter: 2:02,74 min, 3. Juni 2019 in Fukuoka
- 1000 Meter: 2:39,97 min, 30. Oktober 2021 in Tokio
- 1500 Meter: 4:07,90 min, 2. August 2021 in Tokio
  - 1500 Meter: 4:21,54 min, 11. Februar 2023 in Astana